# Anastase Ier d'Antioche
Pour les articles homonymes, voir Anastase Ier et Anastase.
Anastase Ier d'Antioche est un patriarche d'Antioche, élu en 559, déposé par l'empereur Justin II en 570, puis restauré le 25 mars 593 sur l'intervention du pape Grégoire le Grand, mort en 598.

## Carrière
Il était peut-être Palestinien d'origine, et fut avant son élection apocrisiaire du patriarche d'Alexandrie auprès de celui d'Antioche. En 565, il s'opposa à l'édit de l'empereur Justinien sur l'aphthartodocétisme, et publia une déclaration argumentant contre cet édit. Il fut sur le point d'être déposé, et écrivit même un discours d'adieux aux Antiochiens. Mais Justinien mourut en novembre de la même année, et son successeur Justin II annula la décision de déposition.
En 570, il fut effectivement déposé. Selon Évagre le Scholastique, il fut accusé par l'empereur de mauvaise gestion des fonds du patriarcat, et de s'être livré à des attaques contre lui. Anastase aurait déclaré qu'il dépensait le plus possible les revenus de son Église pour éviter qu'ils soient confisqués par l'empereur Justin, qu'il qualifiait de « fléau universel ». Évagre ajoute que Justin aurait gardé rancune à Anastase du fait qu'il aurait refusé de payer la somme qu'il était supposé devoir pour son accession à l'épiscopat. D'autres personnes portèrent des accusations contre Anastase, mais Évagre pense qu'elles voulaient simplement plaire à l'empereur. Anastase se retira peut-être d'abord dans un monastère de Jérusalem.
Anastase était un correspondant et ami du pape Grégoire le Grand : on a gardé neuf lettres du pape qui lui sont adressées, dont six à lui seul. Grégoire le Grand ne reconnaissait pas la déposition d'Anastase : en février 591, il adresse sa lettre synodique (I, 24) à la fois aux quatre patriarches orientaux en activité et à Anastase (donc aussi bien à Anastase qu'à celui qui l'a remplacé, Grégoire Ier), et il joint une autre lettre (I, 25) adressée personnellement à « Anastase, patriarche d'Antioche ». On peut déduire à partir de là qu'Anastase résidait alors à Constantinople, car l'émissaire du pape, porteur des deux lettres, se rend dans la capitale de l'empire d'Orient. Le pape insista auprès de l'empereur Maurice pour qu'Anastase soit rétabli sur son siège, ce qui fut fait quand Grégoire d'Antioche mourut.

## Textes
L'historien ecclésiastique Nicéphore Calliste Xanthopoulos a confondu Anastase Ier avec son successeur Anastase II (il ne voit dans les deux qu'un seul patriarche), et aussi avec le moine et théologien Anastase le Sinaïte. Les textes appelés Anastasiana ont pu être attribués à l'un ou l'autre de ces trois personnages.
En PG 89, col. 1309-1362, cinq traités dogmatiques lui sont attribués, conservés seulement en traduction latine : De sanctissima Trinitate, De incircumscripto, De divina œconomia id est de incarnatione, De passione et impassibilitate Christi, De resurrectione Christi. Suivent, dans les col. 1362-1398, quatre homélies : une sur la Transfiguration, deux sur l'Annonciation, une sur les trois Carêmes (cette dernière certainement inauthentique). On a conservé aussi le discours qu'il prononça à l'occasion de son retour à Antioche, et qui est daté du 25 mars 593. On lui attribue également (ou à son successeur) une sorte de petit catéchisme sous forme de questions-réponses, connu en latin sous le titre De fide orthodoxa.